# Хенераль-Каррера (провинция)
Провинция Хенераль-Каррера  (исп. Provincia de General Carrera) — провинция в Чили в составе области Айсен-дель-Хенераль-Карлос-Ибаньес-дель-Кампо.
Включает в себя 2 коммуны.
Территория — 11 919 км². Население — 7531 человек (2017). Плотность населения — 0.63 чел./км².
Административный центр — Чиле-Чико.

## География
Провинция граничит:
- на севере — провинция Койайке
- на востоке — провинция Санта-Крус (Аргентина)
- на юге — провинция Капитан-Прат
- на западе — провинция Айсен

## Административное деление
Провинция включает в себя 2 коммуны:
- Чиле-Чико. Админ.центр — Чиле-Чико.
- Рио-Ибаньес. Административный центр — Рио-Ибаньес.